# John Paul Sr.
John Paul Sr., właśc. Hans-John Lee Paul Sr. (ur. 3 grudnia 1939) – amerykański kierowca wyścigowy. Właściciel zespołu Dick Barbour Racing.

## Kariera
Paul Sr. rozpoczął karierę w międzynarodowych wyścigach samochodowych w 1977 roku od startów w IMSA Camel GT Challenge. Z dorobkiem 39 punktów uplasował się tam na ósmej pozycji w klasyfikacji generalnej. W późniejszych latach Amerykanin pojawiał się także w stawce World Sportscar Championship, World Challenge for Endurance Drivers, 24-godzinnego wyścigu Le Mans, World Championship for Drivers and Makes, IMSA Camel GTO, IMSA Camel GT Championship, FIA World Endurance Championship, 12-godzinnego wyścigu Sebring oraz 24-godzinnego wyścigu Daytona.

## Wyniki w 24h Le Mans
| Rok  | Klasa    | Nr | Opony | Samochód          | Zespół              | Partnerzy                 | Okr. | Poz. | Klasa Pos. |
| ---- | -------- | -- | ----- | ----------------- | ------------------- | ------------------------- | ---- | ---- | ---------- |
| 1978 | IMSA+2.5 | 90 | G     | Porsche 935/77A   | Dick Barbour Racing | Brian Redman Dick Barbour | 337  | 5    | 1          |
| 1980 | IMSA     | 73 | G     | Porsche 935 JLP-2 | J.L.P. Racing       | Guy Edwards John Paul Jr. | 312  | 9    | 2          |
| 1982 | IMSA GTX | 72 | M     | Ferrari 512BB LM  | N.A.R.T.            | Alain Cudini John Morton  | 306  | 9    | 4          |